# Землетрясение в Веллингтоне (2010)
Землетрясение магнитудой 5,0 произошло 6 сентября 2010 года в 22:48:33 (UTC) у восточного побережья Северного острова Новой Зеландии, в 72,6 км к северо-востоку от посёлка Каслпойнт (округ Вайрарапа, регион Веллингтон). Гипоцентр землетрясения располагался на глубине 21,0 километров. Интенсивность землетрясения достигла III по шкале Меркалли.
Подземные толчки ощущались в населённых пунктах Новой Зеландии: Ахурири, Акина, Данневирке, Гринмедоус, Хейстингс, Хавлок-Норт, Махора, Марева, Нейпир, Онекава, Палмерстон-Норт, Таматеа, Тарадейл, Ваипава, Ваипукурау, Веллингтон.
В результате землетрясения небольшие разрушения произошли в Порангахау. Сообщений о жертвах и пострадавших не поступало.

## Тектонические условия региона
Восточная окраина Австралийской плиты является одной из наиболее сейсмически активных областей мира из-за высокой скорости сближения Австралийской и Тихоокеанской плит. В районе Новой Зеландии граница между Австралийской и Тихоокеанской плитами, протяжённостью около 3000 км проходит от юга острова Маккуори до южной цепи островов Кермадек. Здесь проходит океанический трансформный разлом (хребет Маккуори), две противоположные зоны субдукции (жёлоб Пюисегюр и жёлоб Хикуранги), а также континентальный Альпийский разлом на Южном острове Новой Зеландии.
С 1900 года около Новой Зеландии было зарегистрировано 15 землетрясений с магнитудой М7,5+. Девять из них, а также четыре самых крупных, произошли в районе хребта Маккуори, в том числе землетрясение магнитудой М8,2 в 1989 году — на самом хребте и землетрясение магнитудой M8,1 в 2004 году в 200 км к западу от границы плиты. Самым крупным зарегистрированным землетрясением в Новой Зеландии стало Землетрясение в Хокс-Бей в 1931 году, унесшее жизни 256 человек. Последнее землетрясение M7.5+ вдоль Альпийского разлома произошло более 170 лет назад (по состоянию на 2011 год). Научные исследования показывают, что подобные события могут произойти снова.